# Essaïd Belkalem
Essaïd Belkalem (Mekla, 1 de janeiro de 1989) é um futebolista profissional argelino que atua como Zagueiro, atualmente defende o Watford.

## Carreira
Belkalem representou o elenco da Seleção Argelina de Futebol no Campeonato Africano das Nações de 2013.